# Annex5
Annex5 ist eine deutsche Punkband, die Anfang 2003 in Hannover gegründet wurde.

## Geschichte
Frontfrau Kirsten aus Kanada sang zuvor bei Vendetta, Bassist Nico und Gitarrist Till spielten bei Overnight Sensation und Schlagzeuger Björn bei Recharge sowie bei Audio Kollaps.
Musikalisch sind die Wurzeln des Quartetts im Punk ’n’ Roll anzusiedeln.
Anfang 2004 wurde die MCD Out in the Cold eingespielt, die kurz nach Veröffentlichung bereits ausverkauft war. An Auftritten gab es u. a. Konzerte mit den Hanson Brothers, The Bones und Leatherface.
Anfang 2005 erschien die CD Demons auf Nasty Vinyl mit elf Songs und zwei Videoclips, gedreht u. a. in Griechenland und Kanada. Im Februar und März 2006 wurde das zweite Album Sex Rag im Rekorder Studio Hamburg eingespielt; als Produzent fungierte Gregor Hennig (Trashmonkeys, Oomph!, Phillip Boa, Witt, The Robocop Kraus). Das Album erschien im September 2006 bei Sunny Bastards (CD) und Halb 7 Records (LP), gefolgt von einer Deutschland-Tour mit Verlorene Jungs und Warfare.

## Diskografie
- 2004: Out in the Cold (MCD, A5 Records)
- 2005: Demons (CD, Nasty Vinyl)
- 2006: Sex Rag (LP/CD, Sunny Bastards/Halb 7 Records)